# 金英兆
金英兆（韓語：김영조），韓國電視劇導演。

## 作品列表

### 電視劇
- 2006年：KBS《葡萄園之戀》
- 2010年：KBS《灰姑娘的姐姐》
- 2010年：KBS《近肖古王》
- 2012年：KBS《Drama Special－Amore Mio》
- 2013年：KBS《Drama Special－Happy! Rose day》
- 2014年：KBS《Drama Special－周歲》
- 2015年：KBS《懲毖錄》
- 2016年：KBS《蔣英實》
- 2016年：KBS《Oh My 錦朏》
- 2019年：KBS《99億的女人》

### 製作人作品
- 2008年：KBS《快刀洪吉童》

### 助理導演作品
- 2003年：KBS《黃色手帕》

## 外部連結
- NAVER （页面存档备份，存于）